# مسكوكة رمزية
العملة الرمزية في دراسة المسكوكات، العملات المعدنية الرمزية أو الرموز التجارية هي أشياء شبيهة بالعملة المستخدمة بدلًا من العملات المعدنية. مجال الرموز هو جزء من exonumia والقطع النقدية الرمزية هي نقود رمزية. تحتوي الرموز المميزة على فئة محددة أو متضمنة في الحجم أو اللون أو الشكل. غالبًا ما تكون «الرموز» مصنوعة من معادن أرخص: يُستخدَم النحاس والقصدير والألمنيوم والنحاس والقصدير عادةً، في حين يُعرف أيضًا البوكلايت والجلود والخزف ومواد أخرى أقل متانة.